# Майивский, Дмитрий Иванович
Дмитрий Иванович Майивский или Маевский (укр. Дмитро Іванович Маївський; псевдонимы — «Косар», «Тарас», «Сонар», «Крыга» 8 ноября 1915 — 19 декабря 1945) — деятель украинского националистического движения, член бюро Провода ОУН, главный редактор органа ОУН «Идея и чин», генерал-политвоспитатель УПА.

## Биография
Родился в селе Реклинец, в семье учителя. Учился в Сокальской гимназии.
Стал членом ОУН в 1933. В 1934 осужден на 10 лет за террористическую деятельность против польских властей. Осенью 1939 года, воспользовавшись неразберихой в связи с нападением Германии на Польшу, бежал из тюрьмы. Вскоре возглавлял уездный провод ОУН Жовкивщины, позже — областной проводник ОУН на Холмщине (1939—1940). Преподаватель организованных при содействии Абвера, краковских подготовительных курсов СБ ОУН по конспирации.
В марте 1940 года тяжело ранен в перестрелке с советскими пограничниками про попытке пересечь советско-германскую демаркационную линию.
В начале Великой Отечественной войны 1941-45 Майивский был назначен референтом краевого провода ОУН на ЗУЗ, основной задачей которого была координация действий походных групп ОУН. Участник походных групп и в 1941-42 — заместитель краевого проводника ОУН/ОУН-СД в Киеве.
После разрыва ОУН с немецким командованием занимался подготовкой к антигерманскому восстанию. 21 ноября 1942 года попал в засаду, устроенную сотрудниками гестапо, возле конспиративной квартиры ОУН во Львове. Отказался сдаваться и вместо этого выхватил пистолет и выстрелом в голову убил штурмбаннфюрера СС Герхарда Шарфа и ранил служащего РСХА, а сам, несмотря на полученные две пули, убежал.

Но в отместку за этот инцидент 27 ноября нацисты расстреляли 27 националистов, заключенных во Львове (среди них — брат жены Степана Бандеры и член УДП Андрей Пясецкий) и 52-х — в Старой Ягельнице у Чорткова.
Главный редактор органа ОУН «Идея и чин» (1942, 1944-45), «За независимость Украины», «Молодая Украина». От мая 1943 в тройке членов Бюро Провода ОУН (рядом с Романом Шухевичем и Зиновием Матлой), избран заместителем председателя Бюро.
Антисемит. Так, по показаниям задержанного оуновца Порендовского-Заболотного осенью 1945 г. в его присутствии глава политической референтуры ОУН Майивский заявил: «Хорошо произошло, что немцы уничтожили евреев, ибо этим ОУН избавилась одних своих врагов».
24 февраля 1945 года вместе с политреферентоум УПА Я. Г. Буселом Майивский участвовал в переговорах с полковником госбезопасности НКГБ СССР С. Т. Даниленко-Кариным и майором Львовского УНКГБ А. А. Хорошуном о прекращении вооружённой борьбы ОУН-УПА против советских войск. Майивский и Бусел пообещали передать предложения советской стороны Центральному проводу ОУН: усилиями Романа Шухевича было направлено письмо Степану Бандере, однако, как позже выяснилось, он раскрыл содержание письма Третьему рейху и тем самым демонстративно отказался от ведения переговоров с СССР.
Был одним из инициаторов создания антибольшевистского Блока Народов и Украинского Главного Освободительного Совета (УГВР), и по их поручению, в декабре 1945 года вместе с Дмитрием Грицаем был направлен на встречу со Степаном Бандерой, Ярославом Стецько и другими членами Бюро Провода, которые находились за рубежом, для согласования действий движения Сопротивления.

## Гибель
При переходе чехословацко-немецкой границы попал в засаду чехословацкой полиции. Во время короткой схватки Дмитрий Майивский застрелился, а Дмитрий Грицай был схвачен и через некоторое время казнен в Пражской тюрьме (по другим данным, покончил жизнь самоубийством).
Награждён Золотым Крестом Заслуги УПА (посмертно). На сегодняшний день во Львове существует улица Дмитрия Майивского.